# Chlorops gentilis
Chlorops gentilis är en tvåvingeart som beskrevs av Johann Wilhelm Meigen 1830. Chlorops gentilis ingår i släktet Chlorops och familjen fritflugor. Inga underarter finns listade i Catalogue of Life.